# Nora tingslag, Ångermanland
Nora tingslag var ett tingslag vars område låg norr om Storfjärden sydost om staden Kramfors i nuvarande Kramfors kommun. Tingsstället låg i Älandsbro.
Nora tingslags verksamhet överfördes den 1 september 1905 till Ångermanlands södra domsagas tingslag.
Tingslaget bildades 1757 genom en delning av Nora och Gudmundrå tingslag och hörde i perioden 1811-1882 till Södra Ångermanlands domsaga och därefter till Ångermanlands södra domsaga.

## Socknar
Nora tingslag omfattade tre socknar.
- Bjärtrå
- Nora
- Skog

och som en del av Nora och Gudmundrå tingslag till 1757
- Gudmundrå
- Högsjö